# Chříč (zámek)
Chříč je barokní zámek ve stejnojmenné obci v okrese Plzeň-sever. Vznikl postupnými přestavbami tvrze ze čtrnáctého století. Dochovaná podoba je výsledkem pozdně barokní přestavby v letech 1766–1769 a úprav po požáru v roce 1820. Zámecký areál včetně hospodářského dvora je chráněn jako kulturní památka ČR, NPÚ jeho fyzický hodnotí jako  poškození velkého rozsahu. Zámek vlastnila společnost Ducastle s.r.o., spojovaná s Danielou Kuchtovou, bývalou manželkou kontroverzního podnikatele Pavla Tykače, která také vlastní nedaleký kontroverzní projekt Maják Ptyč. Od roku 2019 je zámek ve vlastnictví spolku Ústav šlechtičen, který usiluje o jeho záchranu a postupnou obnovu.

## Historie
Panské sídlo ve Chříči existovalo již ve čtrnáctém století. První písemná zmínka o tvrzi pochází z roku 1447, kdy panství koupil za 170 kop grošů Sezema z Malšína. Podle Augusta Sedláčka byl stavitelem tvrze až Markvart z Jelnic, který Chříč koupil od Markéty, vdovy po Sezemovi z Malšína, v roce 1471. Tvrz se uvádí v kupní smlouvě z roku 1475, podle které Markvart z Jelnic tvrz Chríč s poplužím a jiným příslušenstvím prodal Zikmundovi z Ryncmaule. Zikmund zemřel nejpozději roku 1489 a vdova Anna, rozená z Řepan, panství propuštěné z manství, přenechala jeho bratrovi Janu z Ryncmaule.
Na počátku šestnáctého století na tvrzi sídlil Gabriel z Vispachu a po něm Martin Kozlovec z Kozlova, který tvrz s poplužním dvorem a vesnicí prodal před rokem 1531 Václavovi Strojetickému ze Strojetic za 450 kop grošů. Před rokem 1541 se novým majitelem Chříče, ale také Hedčan a části Holovous, stal Oldřich Lažanský z Bukové († 1541). Jeho synové Šebestián a Oldřich zpočátku dědictví po otci spravovali společně, ale roku 1567 se rozdělili tak, že Chříč připadla Šebestiánovi. Kromě dalšího majetku je ve smlouvě uvedena ve Chříči také sladovna a pivovar. Šebestián Lažanský roku 1585 panství prodal Janovi Týřovskému z Einsiedle na Skryjích a Hřebečnících za 8500 kop.
Chříč byla připojena k týřovskému panství, které po smrti Jana Týřovského roku 1615 (podle Rudolfa Anděla Jan Týřovský zemřel již roku 1609) převzal jeho strýc Jindřich Jakub Týřovský. Buď Jan, nebo Jindřich Jakub Týřovský, nechal starou tvrz přestavět na renesanční zámek. Panství roku 1618 zdědil syn Adam Jindřich Týřovský a roku 1652 jeho syn Vojtěch Hynek Týřovský. Zámek byl nejspíše poškozen během třicetileté války. Když v roce 1695 Vojtěch Hynek zemřel, převzali majetek synové Jan Vilém, František Pavel a Michal Antonín Týřovští. Za nich panství tvořila Chříč, Slatina, Lhota, Holovousy, Hlineč, Studená, Březsko, dvory Ptyč a Dubňany, Milíčov, Hedčany, Třímany, Bělbožice, městečko Kožlany a pustá ves Dolany. Bratři však nehospodařili dobře. Roku 1702 jejich dluh dosáhl 69 450 rýnských zlatých, a proto celé panství prodali Václavu Josefovi Lažanskému z Bukové na Manětíně a Všesulově za 211 500 zlatých.

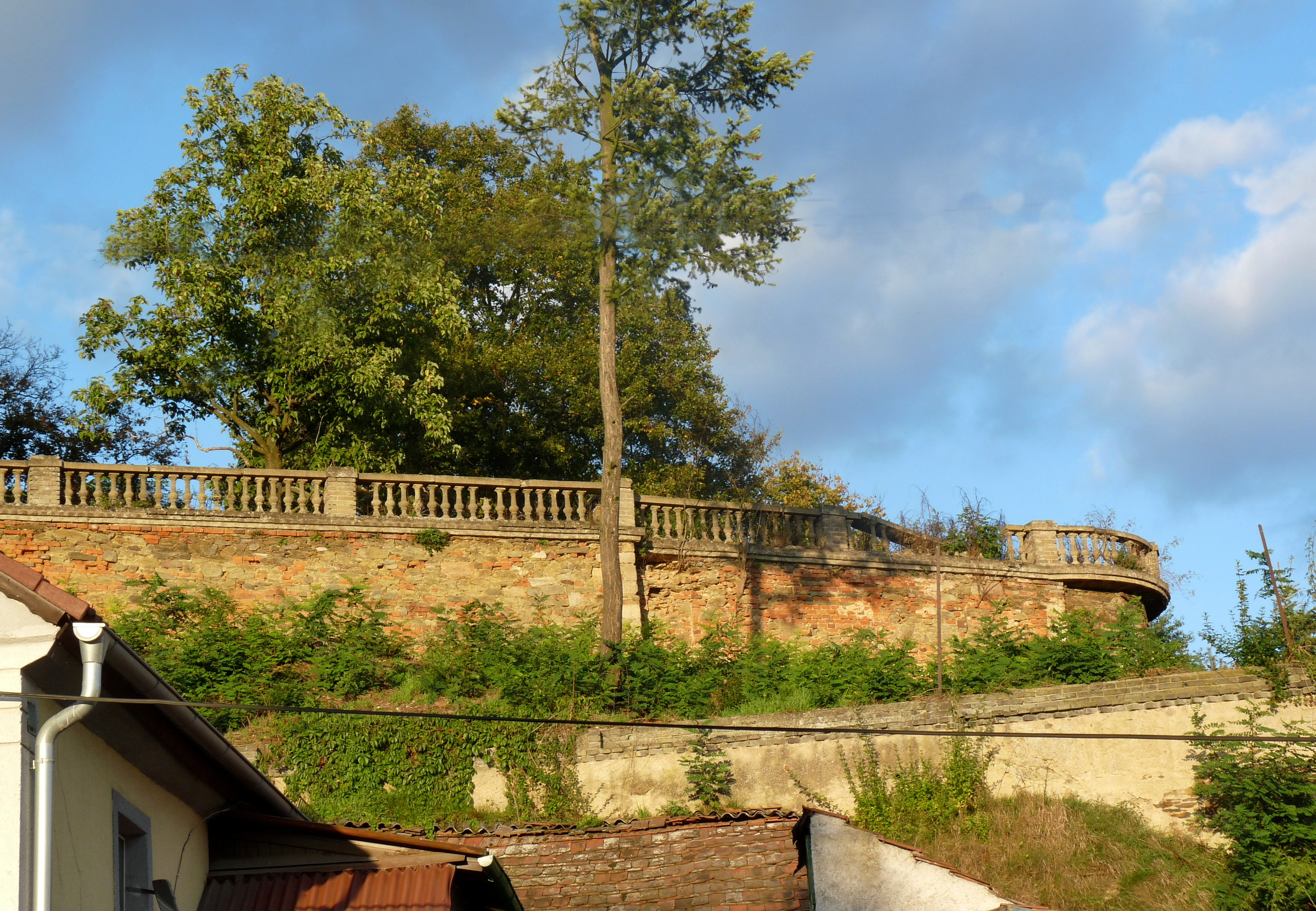
Terasa zahrady

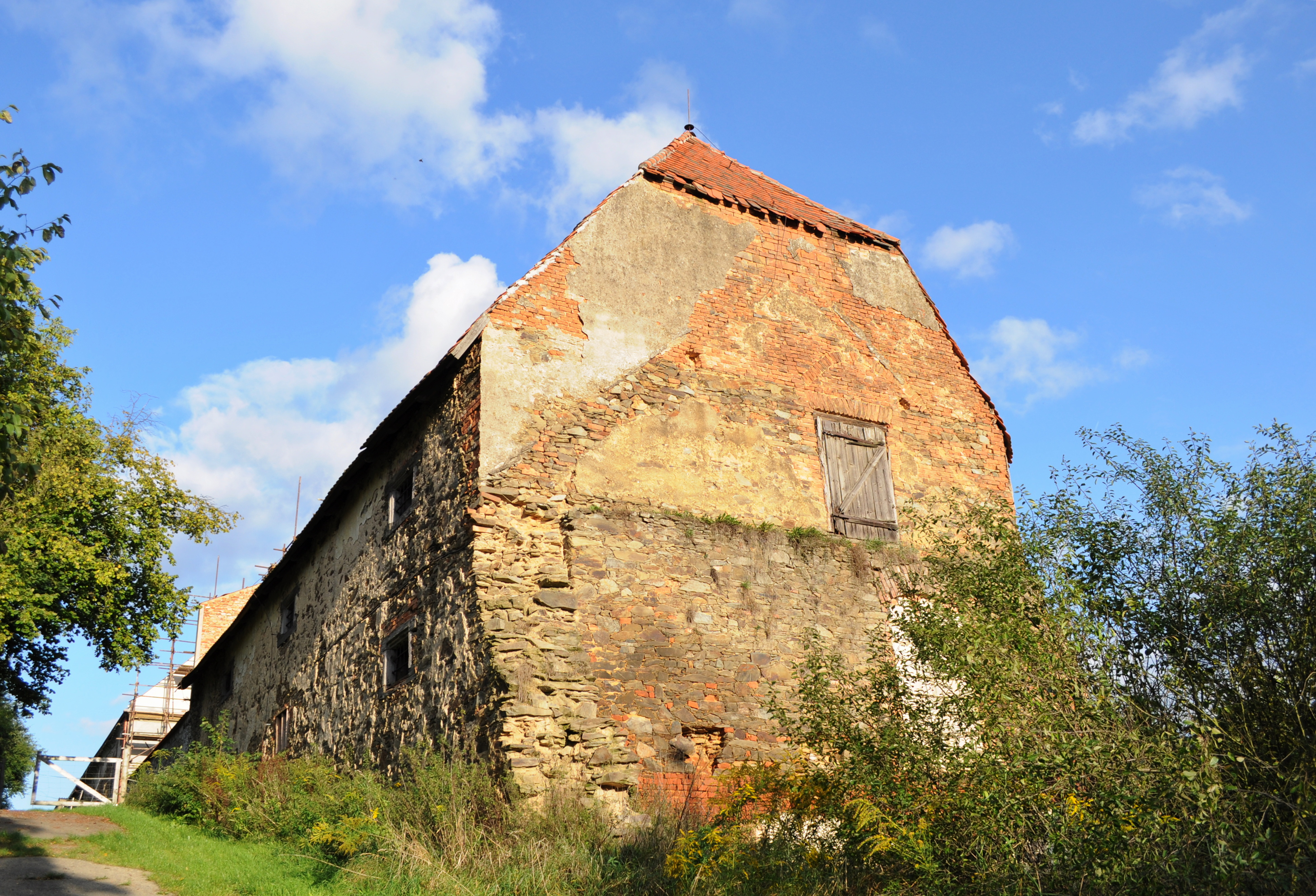
Sýpka

Václav Josef Lažanský panství rozšířil o Čistou a Všesulov a jeho syn Karel Josef Lažanský ještě o Šípy. Před svou smrtí v roce 1751 (podle Rudolfa Anděla zemřel v roce 1715) prodal panství své matce Marii Gabriele, která poté v Praze založila ústav šlechtičen a stala se jeho abatyší. Ústavu nejprve patřila jen polovina panství, ale roku 1764 získal i jeho zbytek. V letech 1766–1768 potom ústav nechal zámek přestavět v barokním slohu a v roce 1769 přistavět kostel svatého Jana Nepomuckého. Roku 1787 byl ústav připojen k Tereziánskému ústavu šlechtičen. Zámek se tak dostal do státní správy a jeho zařízení bylo rozprodáno. Roku 1791 se ústav na pokyn císaře Leopolda II. opět osamostatnil, a získal zpět bývalý majetek.
Roku 1820 vypukl v hospodářském dvoře požár, při kterém vyhořelo i jižní zámecké křídlo. Zámek patřil ústavu šlechtičen až do roku 1906. Dalšími majiteli se stali hrabě Štěpán Götzendorf-Grabowski, roku 1910 Gustav Fischer, o rok později Karel Černohorský, po kterém jej zdědili Jan a Marie Černohorští. V letech 1931–1945 zámek patřil Františku Pokornému, kterému byl zabaven, a začal sloužit potřebám státního statku. Později areál převzalo jednotné zemědělské družstvo, které v budově mělo kanceláře, byty a jídelnu. Zámek nebyl udržován a budova postupem času zůstala prázdná. Na počátku 21. století byla poškozená střecha i konstrukce krovu a zatékající voda způsobovala další škody. Náklady na opravu byly vyčísleny na dvacet milionů korun. V roce 2019 byla zahájena postupná obnova zámku.

## Stavební podoba
Památkový katalog zámek uvádí jako barokní novostavbu, ale podle Rudolfa Anděla a Jiřího Úlovce vznikl postupnými přestavbami středověké tvrze a renesančního zámku. K památkově chráněnému areálu patří také kostel svatého Jana Nepomuckého, zahradní terasa, brána čestného dvora, sýpka, stodola, chlévy a další hospodářské budovy ve dvoře.
Jednopatrový zámek stojí na západním okraji hospodářského dvora. Po pozdně barokní přestavbě v letech 1766–1768 získal trojkřídlou dispozici s připojeným kostelem. Po požáru roku 1820 bylo jižní křídlo zbořeno. Fasáda budovy je členěná pilastry, obdélná okna mají jednoduché rámy a nad nimi se nachází trojúhelné zalomené římsy. Na svahu, který prudce klesá směrem k návsi, bývala terasová zahrada.